# توني نيس
توني نيس (بالإنجليزية: Tony Nese)‏ (مواليد 6 أغسطس 1985)، هو مصارع محترف أمريكي يعمل في اتحاد WWE في 205 العلامة التجارية، ظهر في 23 سبتمبر 2005 لأول مرة.

## روابط خارجية
- توني نيس على موقع IMDb (الإنجليزية)
- توني نيس على موقع قاعدة بيانات الفيلم (الإنجليزية)
- توني نيس على موقع دبليو دبليو إي (الإنجليزية)
- توني نيس على موقع CageMatch worker (الإنجليزية)
- توني نيس على موقع عالم المصارعة على الإنترنت (الإنجليزية)
- توني نيس على موقع عالم المصارعة على الإنترنت (الإنجليزية)